# Stardust (Lena-Meyer-Landrut-Lied)
Stardust ist ein englischsprachiger Popsong vom 2012 erschienenen gleichnamigen Album der deutschen Sängerin Lena.

## Hintergrund
Stardust ist eine gemeinschaftliche Komposition der israelisch-amerikanischen Künstlerin Rosi Golan und des US-amerikanischen Musikers Tim Myers, einem ehemaligen Mitglied der Pop-Rockband OneRepublic. Damit ist das Stück mit Pink Elephant und Bliss Bliss eines von drei Liedern auf ihrem Album, an denen Lena nicht als Songschreiberin beteiligt war. Offizielle Radiopremiere des Lieds war am 8. August 2012. Die internationale Live-Premiere war während des 40-jährigen Jubiläums der Firma Porsche Design am 4. September 2012 in Beverly Hills. Am 21. September wurde das Lied als Vorabsingle ihres dritten gleichnamigen Albums digital und als CD-Single veröffentlicht. Musikalisch beschreibt Lena das Lied als eine Mischung aus Michael Jackson und der Kelly Family.
Stardust ist ein drei Minuten und 30 Sekunden langer Popsong. Die dominanten Instrumente im Lied sind Klavier und Schlagzeug. Weitere Instrumente sind Bass, Gitarre, Glockenspiel und Cello.

## Kritikerstimmen
Kritiker zeigten sich angetan vom Lied und lobten es als Highlight des Albums.
- „Der große Hit des Albums ist zweifelsohne die erste Single-Veröffentlichung Stardust, in der sich Lenas dünnes Stimmchen in den Weiten der Klanglandschaft verliert und die starke, Percussion-lastige Melodie verziert und verzerrt. In den besonders starken Momenten des Songs hört man von Lena nur ein „Ooh-oh-oh-oh-oh-oh-ooh“, was keine Kritik an Lenas Sangeswerk, sondern ein Lob der Komposition ist.“ (Maximilian Kloes, focus.de)[3]
- „Stardust klingt wie internationaler Pop, der nicht gänzlich ohne Anspruch ist, aber dennoch locker und fluffig nach Frühstück im Bett klingt. Der Titelsong ist mit seinen stoischen Drums und dem ganzen Geklimper zum Beispiel richtig gelungen.“ (Kevin Holtmann, plattentests.de)[4]
- „Die Hit-Dichte auf Lenas drittem Album [hat] zugunsten anspruchsvollerer Kompositionen gefühlt etwas nachgelassen, auch wenn die erste Singleauskopplung (Stardust) durchaus flott ins Ohr geht.“ (Matthias Reichel, cdstarts.de)[5]

## Musikvideo
Das Musikvideo entstand im August 2012 in der spanischen Halbwüste Bardenas Reales. Es wurde am 7. September 2012 veröffentlicht. Regie führte Bode Brodmüller vom Künstlerkollektiv Høbrecht Animals, der zuvor mit Joy Denalane, Max Herre und Jan Delay gearbeitet hatte.
Die Musiknachrichtenseite musikmarkt.de schrieb zum Video: Im Video zu Stardust zeigt sich Lena zu Anfang mit ihrem von Glitzerstaub bedecktem Gesicht. Dann wandert Lena durch Umgebungen, die an verschiedene Vegetationszonen der afrikanischen Wüste erinnern. Mehrmals wird Lena in Stardust von einem Chor begleitet, der – im Gegensatz zur Protagonistin – von Schlamm bedeckt, offensichtlich eine Gruppe urzeitlicher Wüstenbewohner darstellt. An einer Stelle des Videos […] kann man jene Gruppe beim Besteigen eines kleinen Berges erkennen. Im nächsten Bild folgt ein Wüstenpanorama, das nun einen Affen beim Erklimmen jenes Berges zeigt. Der Bezug zwischen Affe und Mensch legt den Gedanken nahe, dass Lena mit dem Songnamen „Stardust“ auf Themen wie Evolution oder Schöpfung anspielt, schließlich gilt der Sternenstaub als Ursprung der Elemente. Verschiedene Szenen […] zeigen Lena außerdem eingehüllt in eine Dampfwolke. Des Öfteren räkelt sich Lena in Stardust auch auf dem Wüstenboden oder einem Bett, auf dem sie am Ende des Videos […] einschläft. Am 21. März 2013 wurde das Video mit dem Musikpreis Echo ausgezeichnet.

## Kommerzieller Erfolg
Nach Veröffentlichung am 21. September 2012 stieg Stardust direkt am 8. Oktober auf Platz 2 der deutschen Single-Charts ein. Insgesamt hielt sich das Lied 26 Wochen in der deutschen Hitparade.

### Chartplatzierungen
| ChartsChartplatzierungen | Höchstplatzierung | Wochen |
| ------------------------ | ----------------- | ------ |
| Deutschland (GfK)        | 2 (26 Wo.)        | 26     |
| Österreich (Ö3)          | 14 (20 Wo.)       | 20     |
| Schweiz (IFPI)           | 74 (1 Wo.)        | 1      |

| ChartsJahrescharts (2012) | Platzierung |
| ------------------------- | ----------- |
| Deutschland (GfK)         | 43          |

### Auszeichnungen für Musikverkäufe
Zwei Monate nach Veröffentlichung erreichte die Single Goldstatus in Deutschland.
| Land/Region        | Auszeichnungen für Musikverkäufe (Land/Region, Auszeichnung, Verkäufe) | Verkäufe |
| ------------------ | ---------------------------------------------------------------------- | -------- |
| Deutschland (BVMI) | Gold                                                                   | 150.000  |
| Insgesamt          | 1× Gold ·                                                              | 150.000  |

## Verwendung
- Stardust wurde im November 2012 als Titellied für den Film Jesus liebt mich ausgewählt.[11]
- Stardust war im Trailer zu Defying Gravity – Liebe im Weltall auf SIXX zu hören.
- Im Frühjahr 2014 wurde das Lied für die Werbekampagne Where the Entertainers Live des britischen Fernsehsenders ITV verwendet.[12]

## Mitwirkende
| - Songwriting: Rosi Golan, Tim Myers - Produktion: Swen Meyer - Gesang: Lena Meyer-Landrut - Drums: Reiner „Kallas“ Hubert - Bass: Felix Weigt - Gitarre, Glockenspiel: Marcus Schneider | - Klavier: Arne Straube - Cello: Hagen Kuhr - Percussion: Swen Meyer - Backgroundvocals: Ruben Seevers, Anna-Katharina Bauer, Mo Bahla - Abmischung: Black Pete - Mastering: Greg Calbi |

## Coverversion
Im Juni 2017 interpretierte Stefanie Kloß den Song in der VOX-Sendung Sing meinen Song – Das Tauschkonzert.